# The Door (film, 2012)
Pour les articles homonymes, voir The Door.
Pour plus de détails, voir Fiche technique et Distribution.
The Door (Az ajtó) est un film hongrois réalisé par István Szabó, sorti en 2012.

## Synopsis
Une autrice se lie avec sa bonne excentrique.

## Fiche technique
- Titre : The Door
- Titre original : Az ajtó
- Réalisation : István Szabó
- Scénario : István Szabó et Andrea Vészits d'après le roman de Magda Szabó
- Photographie : Elemér Ragályi (hu)
- Montage : Réka Lemhényi
- Production : Jenõ Hábermann et Sándor Söth
- Société de production : FilmArt, Intuit Pictures, Bankside Films, ARD Degeto Film, Head Gear Films et Metrol Technology
- Pays :  Hongrie et  Allemagne
- Genre : Drame
- Durée : 97 minutes
- Dates de sortie : 
  -  Hongrie : 8 mars 2012

## Distribution
- Helen Mirren : Emerenc
- Martina Gedeck : Magda
- Károly Eperjes : Tibor
- Gábor Koncz : le lieutenant-colonel
- Enikö Börcsök : Sutu
- Ági Szirtes : Polett
- Erika Marozsán : Évike Grossmann
- Ildikó Tóth : le médecin
- Mari Nagy : Adél
- Péter Andorai : M. Brodarics

## Distinctions
Le film est présenté en sélection officielle au Festival international du film de Moscou.